# 七つの大罪

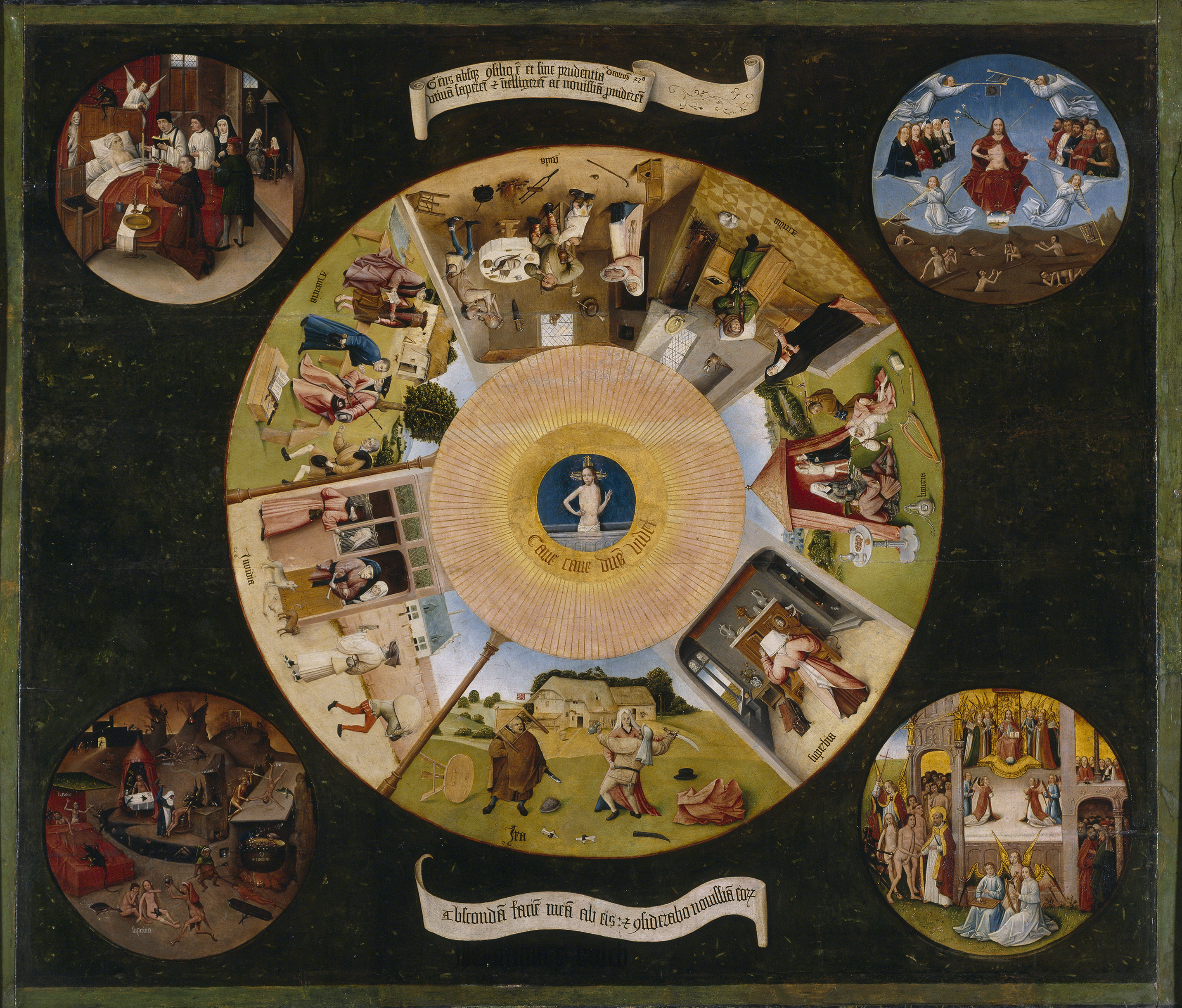
ヒエロニムス・ボス画『七つの大罪と四終』。1485年頃。プラド美術館所蔵。

七つの大罪（ななつのたいざい、ラテン語: septem peccata mortalia、英: seven deadly sins）は、キリスト教の西方教会、おもにカトリック教会における用語。ラテン語や英語での意味は「七つの死に至る罪」だが、罪そのものというより、人間を罪に導く可能性があると見做されてきた欲望や感情のことを指すもので、日本のカトリック教会では七つの罪源（ななつのざいげん）と訳している。

## 歴史
七つの大罪（七つの罪源）は、4世紀のエジプトの修道士エヴァグリオス・ポンティコスの著作『修行論』に八つの「人間一般の想念」として現れたのが起源である。キリスト教の正典である聖書の中で七つの罪源について直接に言及されてはいない。八つの想念はエヴァグリオスによると、下記のとおりである。
- 「貪食」
- 「淫蕩」
- 「金銭欲」
- 「悲嘆（心痛）」
- 「怒り」
- 「アケーディア（嫌気、霊的怠惰）」
- 「虚栄心（自惚れ）」
- 「傲慢」

それを5世紀の初め（420年頃-430年頃）にカッシヌアスが「八つの主要な悪徳」としてラテン語世界へ伝えた。一覧の四番目と五番目が入れ替わり、順序が<1>貪食、<2>淫蕩、<3>金銭欲（強欲）、<4>怒り、<5>悲しみ、<6>倦怠、<7>虚栄、<8>高慢、となった。
6世紀後半には、グレゴリウス1世（540年頃-604年）がその内の「高慢」をすべての悪の根として別格扱いとし一覧から外し、高慢から生まれる「七つの主要な悪徳」として次のものを挙げた。<1>虚栄、<2>嫉妬、<3>怒り、<4>悲嘆、<5>強欲、<6>腹の貪食、<7>淫蕩、である。カッシアヌスの伝えた一覧の「怠惰（アケーディア）」は「悲嘆」に含めてまとめられ、新たに「嫉妬」が加わった。順序は「虚栄」が先頭に移動し、次に「嫉妬」が加わり、「貪食」、「淫蕩」が最初から最後に移動した。グレゴリウスの一覧は、精神的なものが前に、身体的、物質的な悪徳が後ろに並んでいるのが特徴である。
13世紀のトマス・アクィナス（1225年-1274年）も、その著作の中で、キリスト教徒の七つの枢要徳と対比する形で七つの「枢要悪」をあげている。<1>虚栄（inanis gloria）<2>嫉妬（invidia）<3>倦怠（acedia）<4>怒り（ira）<5>強欲（avaritia）<6>貪食（gula）<7>淫蕩（luxuria）となっており、グレゴリウスが外した怠惰（アケーディア）が悲嘆に代わって復活している。

## カトリック教会の七つの罪源
現代の『カトリック教会のカテキズム』では、「七つの罪源」について、ヨハネス・カッシアヌス（英語: Johannes Cassianus）やグレゴリウス1世以来伝統的に罪の源とみなされてきたものとして言及されている。それは以下の七つである。
七つの掲載順は、『カトリック教会のカテキズム』のラテン語規範版と日本語版（2002年）で一部異なるが、ここではラテン語規範版および『カトリック教会のカテキズム 要約（コンペンディウム）』日本語版（2010年）に書かれている順番による。教会のカテキズム 要約（コンペンディウム）』日本語版（2010年）では訳語が異なるものがあるが、ここではそれを（）内に付記する。
| 日本語 | ラテン語        | 英語     |
| ------ | --------------- | -------- |
| 傲慢   | superbia        | pride    |
| 強欲   | avaritia        | greed    |
| 嫉妬   | invidia         | envy     |
| 憤怒   | ira             | wrath    |
| 色欲   | luxuria         | lust     |
| 暴食   | gula            | gluttony |
| 怠惰   | pigritia/acedia | sloth    |

中世のキリスト教の世界観が最もよく表されているダンテ・アリギエーリの叙事詩、『神曲』煉獄篇においても、煉獄山の七つの冠において、死者がこの罪を清めることになっている（煉獄篇を参照）。

## 七つの大罪の関連付け
1589年、ドイツのペーター・ビンスフェルト（英語: Peter Binsfeld）は、罪と悪魔の関係を記した著作を著したが、その中で、七つの大罪も特定の悪魔との関連付けている。このような七つの大罪と悪魔との関連づけは、キリスト教の本質的な部分と無関係だが、通俗的なグリモワールにおいて引用されることとなった。
七つの大罪と悪魔の関連を最初に表現したのは、16世紀の版画家ハンス・ブルクマイアーである。これには、悪魔がそれぞれ自分の名の記された剣を手にしている姿が描かれていた。また、ブルクマイアーは傲慢を表す悪魔に孔雀の羽を与えている。中世には悪魔でなく動物の姿で表しているものも見られる。傲慢のライオン、嫉妬の蛇、憤怒のユニコーン、怠惰の熊、強欲の狐、暴食の豚、欲情の蠍である。
| 大罪 | 対応悪魔       | 幻獣       | 動物           |
| ---- | -------------- | ---------- | -------------- |
| 傲慢 | ルシファー     |            | ライオン、孔雀 |
| 憤怒 | サタン         | ユニコーン |                |
| 嫉妬 | レヴィアタン   |            | 蛇             |
| 怠惰 | ベルフェゴール |            | 熊             |
| 強欲 | マモン         |            | 狐             |
| 暴食 | ベルゼブブ     |            | 豚             |
| 色欲 | アスモデウス   |            | 蠍             |

プルデンティウス（348‐405以後）の「プシュコマキア」によれば、七つの大罪は、それぞれ次の美徳に対応しているという。
- 暴食⇔節制
- 色欲⇔純潔
- 強欲⇔慈善・寛容
- 憤怒⇔忍耐
- 怠惰⇔勤勉
- 嫉妬⇔感謝・人徳
- 傲慢⇔謙虚

## 新しい七つの大罪
2008年3月、ローマ教皇庁は、今までの7つの大罪はやや個人主義的な側面があったため、これまでとは違う種類の大罪もあるということを信者たちに伝え、理解させるために以下のように新しい七つの大罪を発表した。
- 遺伝子改造
- 人体実験
- 環境汚染
- 社会的不公正
- 人を貧乏にさせる事
- 鼻持ちならない程金持ちになる事
- 麻薬中毒

遺伝子改造などは、胚性幹細胞への牽制とみられる。

## 七つの社会的罪
マハトマ・ガンディーは1925年10月22日に雑誌『ヤング・インディア』にて、「七つの社会的罪」（Seven Social Sins）として次の七つを指摘した。
- 理念なき政治（Politics without Principle）
- 労働なき富（Wealth without Work）
- 良心なき快楽（Pleasure without Conscience）
- 人格なき学識（Knowledge without Character）
- 道徳なき商業（Commerce without Morality）
- 人間性なき科学（Science without Humanity）
- 献身なき信仰（Worship without Sacrifice）

「七つの社会的罪」はインドのラージ・ガートにあるガンディーの慰霊碑の外壁にも刻まれている。